# Lacinipolia mediosuffusa
Lacinipolia mediosuffusa là một loài bướm đêm trong họ Noctuidae.